# Magyarország kilépése az Európai Unióból

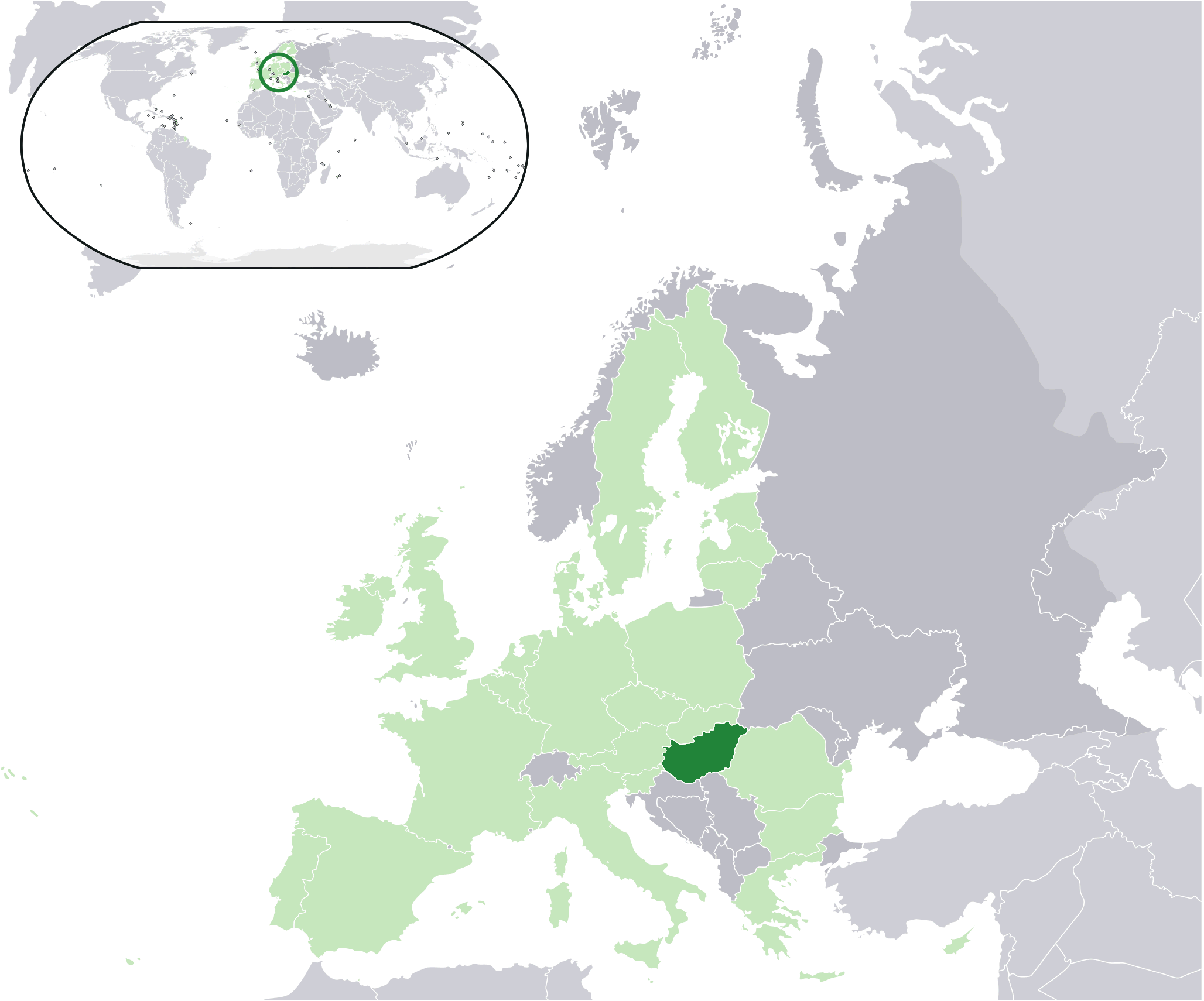
Magyarország az EU térképén

Huxit (illetve hunxit és hunexit) néven azt a feltételezett eseményt vagy folyamatot jelölik, amelynek eredményeként Magyarországnak az Európai Unióban betöltött tagsága megszűnik. A műszó a brexit mintájára az ország nevének nemzetközi rövidítéséből (hu) és az exit (angol kilépés) szó összevonásával keletkezett. A kilépés mikéntjére több lehetséges forgatókönyv is létezik. A meghatározó magyar politikai pártok támogatják az uniós tagságot, a közvélemény többsége az elmúlt évtizedekben folyamatosan a tagság pártján volt. A tagság megszüntetésének legvalószínűbb oka a jobboldali magyar kormányok és a liberális beállítottságú nyugati centrumországok vezetői közötti mély politikai szembenállás.

## A huxit lehetséges forgatókönyvei

### Rendezett kilépés
Az Európai Unióról szóló szerződés lehetőséget ad a tagállamoknak, hogy a tagságot saját alkotmányos rendjük előírásait betartva megszüntessék. A rendezett kilépésre az egyetlen példa Nagy-Britannia távozása, egy ilyen folyamat esetén Magyarország a Brexit mintáját követve lépne ki az Európai Unióból. A szerződés szerinti kilépési folyamat megkezdését bizonnyal megelőzné egy országos népszavazás megtartása, hiszen a belépésről az ország polgárai népszavazáson döntöttek. A kilépésről született pozitív döntés után Magyarország az Európai Unióról szóló szerződés 50. cikke szerint az Európai Tanács felé történő bejelentéssel megkezdené a kilépési folyamatot. Egyéb időpontban történő megállapodás híján a Szerződés szerint a bejelentés napjától számított 2 év leteltével az uniós jog már nem alkalmazható a kilépő államra, így ezt a két évet a kilépési folyamat hosszának is tekinthetjük. Ezen idő alatt az Unió és Magyarország tárgyalások megtartásával juthatna megegyezésre a kilépés feltételeit illetően, majd Magyarország az átmeneti idő elteltével rendezetten hagyná el az integrációt és alakítana ki új viszonyt az Unióval. (A tagság tárgyalásos megegyezés nélkül is megszűnik a két év leteltével. A megegyezéssel történő kilépést a brexit-tárgyalások során kilépés, a megegyezés nélkülit a „kizuhanás” szóval jelölték.) A huxit kifejezés alatt a megszólalók általában a tagság rendezett körülmények között történő megszűnését értik.

### Kizárás vagy kiszorítás
Bár a kizárást nem teszi lehetővé, a Szerződés mégis tartalmaz olyan intézkedéseket, amelyek egy ország Unióból történő kiszorulását eredményezhetik. Egy ország büntetését teszi lehetővé az Európai Unióról szóló Szerződés 7-es cikke, amely az Európai Tanács tagjainak 4/5-ének szavazatával lehetővé teszi, hogy az uniós értékeket megsértő tagállam szavazati jogát az felfüggessze. A büntetett tagállam ezek után a döntésekben nem vehet részt, a tagságból fakadó kötelességei azonban továbbra is fennállnak. 
A jogállamisági eljárás egy több fázisból álló folyamat. Az eljárás befejező fázisa az ún. szankciós szakasz, amelyben az Európai Tanács tagjai az eljárás alá vont tagállam pénzügyi természetű büntetéséről dönthetnek egyszerű többséggel. (Például elvonhatják a rendelkezésére bocsájtott támogatások egy részét.) Magyarország ellen 2022 áprilisában az uniós pénzek védelmére hivatkozva kezdeményezett jogállamisági eljárást az Európai Bizottság. (Ezt az EU a korrupció hazai szintjének az európai közösségen belüli legmagasabb mértékével és a demokratikus, jogállami berendezkedés magyar kormány általi szándékos leépítésével indokolta.)
 A Szerződésbe foglalt eszközök politikai nyomásgyakorló eszközök, céljuk nem az érintett ország kiszorítása, hanem a jobb belátásra térítésük. Használatuk azonban mégis ahhoz vezethet, hogy a tagság előnyeit többé már nem élvező tagállam eltávolodik az Uniótól.
Magyarország tagsága elvileg csak önkéntes kilépéssel szüntethető meg, mivel a Szerződés nem tartalmazza az egyes tagállamok kizárásának a lehetőségét. Ennek ellenére rendszeresen felvetődik, hogy Magyarországot a többi tagállam közös fellépésével kellene eltávolítani a tagok közül. Elsőként Mark Palmer 2011-ben írta le reális veszélyként, hogy az országot a kormány keleti nyitás politikája miatt „kidobják” az Unióból. 2016-ban Jean Asselborn, Luxemburg külügyminisztere jelentette ki, hogy Magyarországot a 2015-ös migrációs válságban tanúsított magatartása, különösen a határkerítés felépítése miatt ki kell zárni az Unióból. 2017-ben a The Times névtelen, de magas rangú forrásra hivatkozva állította azt, hogy a migránskvóta miatt az EU államai ultimátumot intéznek majd Magyarországhoz, annak elutasítása esetén pedig többségi döntéssel kizárják. A kizárás mellett foglalt állást 2020-ban a koronavírus-járvány elleni szigorú intézkedések miatt a korábbi olasz miniszterelnök Matteo Renzi, illetve 2021-ben Daron Acemoğlu amerikai közgazdász is. Róna Péter 2021-es véleménye szerint Orbán Viktor politikájának valódi célja, hogy kiprovokálja Magyarország Unióból történő kiszorítását. Róna szerint ehhez nem is szükséges a Szerződésbe foglalt kizárási folyamat, mivel egy szerződés az aláíró felek irányába követelményeket támaszt. A szerződést rendre és rosszhiszeműen megszegő államokkal a Szerződés felbontható, hiszen a Szerződés vállalásait akár politikai okokból nem teljesítő államok szerződésszegést követnek el.

### Kimaradás az integráció további elmélyítéséből
Az integráció egyik fejlődési útja az integráció egyre szorosabbá tétele. Ezen folyamat során az államok közös intézkedéseket eszközölnek, egységesítik berendezkedésüket és közös intézményeket hoznak létre. Ennek a folyamatnak olyan eredményei vannak, mint a közös ügyészség, az Európai Központi Bank és az euró. A "többsebességű Európa" elképzelés nem csak arra biztosít lehetőséget egyes államoknak, hogy együttműködést önkéntesen fokozzák, de a vonakodó tagállamoknak is lehetőséget ad arra, hogy az integráció számukra nem vonzó részeiből kimaradjanak.
Az integráció mélyítéséből való kimaradás azzal járna, hogy Magyarország formálisan nem lépne ki az európai integrációból, de az egyre szaporodó közös intézményektől való távolmaradás miatt egyre távolabb kerülne az integrációt egymás között tovább mélyítő államoktól. Egy idő után az ország inkább számítana külsősnek, mint belsősnek.
2020-ban Mark Rutte holland miniszterelnök vetette fel, hogy mivel az egyes országok kizárására nincs lehetőség, ezért politikailag rendre más irányba induló Magyarország (és Lengyelország) nélkül kellene megalapítani egy új Európai Uniót. Az európai integráció az új szervezet kereteiben folytatódna. A jelenlegi szervezetet magára hagynák, vagy a szorosabb együttműködésre vágyó országok akár ki is léphetnének belőle. A magyar EU-tagság megmaradna, de annak gyakorlati jelentősége nem lenne. 2022-ben Ujhelyi István vélte úgy, hogy a magyar kormányok közös intézkedésekből történő folyamatos kimaradása tudatos, az integrációtól való távolodást szolgáló magatartás, következménye pedig a kilépés racionális lehetőséggé válása.

### Az Európai Unió megszűnése
A huxit bekövetkezhet az Európai Unió működésének megbénulásával, illetve az államszövetség feloszlásával is. Ezekre értelemszerűen nem léteznek forgatókönyvek, a történelemben azonban számos példa volt hasonló eseményekre. A történelem során többször is előfordult, hogy egy nagy állam nem volt többé képes szervező erőként fellépni, pereméről szuverén államok szakadtak le, illetve az állam teljesen meg is szűnhetett.
Az Unió megszűnése megtörténhet egy háborúban elszenvedett katonai vereség miatt, mint pl. a Nemzetiszocialista Németország és az Osztrák–Magyar Monarchia esetében. Magyarország ilyen úton történő kiszakadásának feltétele az lenne, hogy az EU vagy annak tagállamainak zöme háborút folytasson egy olyan hatalom ellen, amely nem része az integrációnak és attól olyan mértékű katonai vereséget szenvedjen, amelynek eredményeképpen az Unió megbénul.
Az államot finanszírozó elitek is dönthetnek úgy, hogy már nem megtérülő számukra a nagy kiterjedésű állam perifériáinak megtartása. (Nagy-Britannia és Franciaország a XX. században emiatt építette le gyarmatbirodalmát.) Az Európai Uniót finanszírozó mechanizmusok elakadása a tagság pénzügyi előnyeit többé már nem élvező tagállamok távozásához vezethet. Az Unió központjában elhelyezkedő államok vezetői ilyen probléma esetén dönthetnek úgy, hogy az elégedetlenkedő államokat úgymond „elengedik” mielőtt a jövőbeni együttműködést is megakadályozó súlyosabb konfliktus alakulna ki közöttük. Magyarország az Unió központi területeihez közel helyezkedik el. A rendszerváltás idején lezajlott politikai és gazdasági átalakulás óta a centrumországokkal szoros gazdasági és kulturális kapcsolatokat ápol, ezért valószínű, hogy Magyarország nem lenne az így kihulló országok között.
A Szovjetunió megszűnését az állam egyidejű gazdasági megingása és ideológiai kiüresedése okozta. Amennyiben az Uniót vezénylő szabadelvűség gazdasági és szociális problémák miatt az európai társadalmak egyre növekvő elégedetlenségével szembesülne, amely együtt járna az integráció elutasításával és a nacionalizmus vagy a szociális mozgalmak új hullámával, akkor az az Unió tartós megbénulásával fenyegetne. Az Unió szovjet forgatókönyv szerinti megbénulása és szétesése értelemszerűen Magyarország és a szomszédos országok kihullását is jelentené.
Orbán Viktor egy 2025 februári interjújában jelezte, hogy kormánya 2011 óta látja azokat a kedvezőtlen gazdasági, politikai és társadalmi folyamatokat, amelyek értékelésük szerint hosszabb távon az EU széteséséhez vezetnek majd. Megfogalmazása szerint az unió szétesésének várható bekövetkezte egyben fölöslegessé is tesz mindenféle kilépési próbálkozást.

## A kilépés lehetséges következményei

### Politikai következmények
Csaba László közgazdász szerint a kilépés politikai következménye sorscsapáshoz hasonlatos lenne Magyarország számára. Csaba szerint a kilépés után a Magyarország életét meghatározó döntések továbbra is Brüsszelben születnének, ám azokba Magyarországnak többé nem lenne beleszólása. A kilépés ezzel együtt nem jelentené az ország gazdasági életének megbénulását, vagy az ország politikai ellehetetlenülését. Csáki György szerint a kilépés politikai következménye az lenne, hogy Magyarország végérvényesen kihullana a Nyugathoz tartozó országok közül, és „kikötne a keleti parton”. Deák Dániel értékelése szerint nem maga a kilépés a politikai tragédia, hanem az oda vezető út. Deák az Uniót politikai értékközösségnek tekinti, szerinte az Unióval történő szakítás magával a demokráciával történő szakítással egyenértékű. A huxitot egy olyan elitnek kell levezényelnie, amely csak tudomásul veszi az Unió közös értékeit, de azokkal nem azonosul, álláspontja szerint ezért a magyar kilépés a brit kilépésnél könnyebben megvalósítható lenne. Deák szerint a magyar kormányzat politikai mozgástere jelentősen bővülne, ha már nem kötnék az Unió közös politikái. A Századvég Gazdaságkutató Zrt. kutatói által publikált írás szerint a kilépéskor jelentősen megnövekedne a magyar kormányok gazdaságpolitikai mozgástere, az uniós kötelezettségszegési eljárások megszűntével kormányzat célzottabban tudna egy-egy régió, illetve gazdaságterület fejlesztésére koncentrálni. Az ország visszakapná a vámpolitikai eszközöket. Bizonyosan jelentős politikai következménye lenne a szabad nyugati munkavállalás megszűntének, ugyanis a hazatérésre kényszerülő magyar munkavállalókat csak akkor tudná a gazdaság felszippantani, ha jelentős növekedési tartalékai lennének, ám ezen tartalékokat éppen a kilépés veszélyezteti. Király Miklós az uniós tagság megtartása mellett érvelő írása szerint a legfőbb politikai kára a Magyarország és a határon túli magyarság közé húzott fal lenne, ez a trianoni sebek újbóli feltépését jelentené. Király szerint a nyugati integráció elhagyása Magyarország ezeréves politikai hagyományával történő szembeszegülés, a keleti hatalmakra történő kacsingatás pedig katasztrofális politikai következményekkel jár majd, ahogy a magyar történelem során mindig.

### Gazdasági következmények
Inotai András 2016-ban a kilépést nemzetrombolással felérő eseménynek nevezte, ami kivándorlást, munkanélküliséget, inflációt és a költségvetési hiány növekedését okozná. Csaba László közgazdász szerint a kilépéssel a vállalkozók számára vonzó kiszámítható üzleti környezet legalább egy időre eltűnne, ezzel az ország befektetésektől esne el. Ugyanakkor a gazdaságot a Csaba által irracionálisnak és szélsőséges lépésnek tartott huxit nem érintené végzetesen. A gazdaság alkalmazkodna az új, kedvezőtlenebb körülményekhez. Hasonló veszélyekre figyelmeztet, ugyanakkor a kilépés gazdasági következményeit borzasztónak nevezi Darvas Zsolt.  Csáki György szerint Magyarország EU-tagsága gazdasági értelemben ellentmondásos. Balázs Péter közgazdász, volt uniós biztos szerint az országba érkező rengeteg EU-s forrást a magyar vállalkozások rossz hatékonysággal használták fel. Raskó György agrárközgadász szerint ezek főleg a mezőgazdaságban konzerváltak versenyképtelen termékszerkezetet. Nélkülük gyakorlatilag leállna a hazai mezőgazdaság. Az EU-ból történő kiszakadás az éves GDP növekedést évente 2%-kal fogná vissza. A magyar vállalkozások az EU-ban piacot vesztenének, ami a magyar fizetési mérleg romlását és a külső adósság növekedését okozná.  A befektetések csökkenése és az elvándorló külföldi vállalkozások miatt tartósan alacsonyan maradna a magyar gazdaság növekedése. Deák Dániel álláspontja szerint a magyar gazdaság nem kerülne alapvetően más körülmények közé a kilépés következtében, mivel a gazdaságra vonatkozó szabályozó kereteket valójában nem az Unió, hanem olyan egyéb nemzetközi intézmények (WTO, IMF, kereskedelmi szerződések) biztosítják, amelyekben az ország tagsága megmaradna. Deák szerint a magyar lakosságra nehezedő uniós gazdasági verseny nyomása az ország társadalmát és intézményeit már felmorzsolta, ezen a kilépés sem tudna változtatni. A magyarországi vállalkozások külföldi tevékenysége nehezedne. A Századvég Gazdaságkutató Zrt. kutatói által publikált 2019-es dolgozat szerint a tagság megszűnése esetén a 117 ezer munkahelyet biztosító kohéziós források elapadása lenne az egyik legsúlyosabb gazdasági következmény, ezeket pedig a kormányzat csak akkor tudná valamennyire kipótolni, ha külső befektetőket szerezne, vagy a költségvetési tételek (esetleg adóemeléssel) átcsoportosításával belső forrásokat tudna mozgósítani. Megkérdőjeleződne olyan európai programok folytatása, mint az Erasmus diákcsere, a kutatási-fejlesztési programok, és a tudományos együttműködés, amelyek tovább működtetését a magyar állam forrásaiból kellene megoldani. A Századvég kutatói felhívták rá a figyelmet, hogy az uniós tagdíj már középtávon emelkedik, míg az uniós források mérséklődnek, így számításaik szerint Magyarország 2028-as nettó befizetővé válásával az uniós forrásbőség jelentette pozitívum eltűnik a tagság mérlegéből. (2004-2022 között 2024-es árfolyamon számolva közel 24,6 ezer milliárd forintnyi támogatás érkezett az Európai Unió részéről. A 2010-es évek második felében a GDP emiatt tartósan 5%-os növekedést mutatott évente.) Az ország a bőséges uniós támogatásokon kívül az élénk külkereskedelmet segítő vámmentesség előnyeit is elveszítené. 2024 februárjában Pogátsa Zoltán közgazdász-szociológus számos egyéb indok mellett a multinacionális vállalatok kivonulásának eredményeként bezuhanó külkereskedelmi mérleg és kieső adóbevételek mellett megszűnő 2 millió belföldi munkahely és az Európai Unió nyugati tagországaiban 2011 óta dolgozó közel 700 ezer magyar állásvesztését hozta fel ellenérvként. A kilépés drasztikus negatív következményeit össztársadalmi szinten óriási katasztrófaként értékelte.

## A huxit felbukkanása a közéletben
Az Európai Unióból történő magyar kilépés periférikusan, általában a radikális pártok képviselői által megemlített lehetőségként bukkant fel a tagság első évtizedében. A diskurzus felélénkülése akkortól számítható, amikor 2016 év nyarán Lázár János kancelláriaminiszterként újságírók előtt úgy nyilatkozott, hogy egy népszavazáson nem tudna jó szívvel a maradásra szavazni. Még ugyanezen év novemberében 
Orbán Viktor egy brit lapnak a Brexit kapcsán azt nyilatkozta, hogy személy szerint elszomorítja a brit döntés az Unió elhagyásáról, ugyanakkor "van élet az Európai Unión kívül is".

#### A huxit felvetése magyar szereplők részéről
Volner János a Jobbikból történt kilépése után alapított pártot, amelynek neve később Huxit lett. 
2021 augusztusában Varga Mihály vetette fel, hogy 2030-tól kezdve Magyarország már nem kedvezményezettje, hanem nettó befizetője lesz az EU-nak, ezért a tagságot akkorra új nézőpontból is meg kell vizsgálni, főként ha az unió centrumországai és Magyarország közötti ideológiai ellentétek fennmaradnak. Nem sokkal később Fricz Tamás véleménycikkében fejtette ki, hogy Magyarország és az Unió nyugati államai között olyan mélységes és tartós politikai ellentét alakult ki, amelynek következtében újra kell értékelni Magyarország Unióban maradásának lehetőségét. Fricz az ellentéteket a globalista nyugati elitek Uniót átformálni akaró törekvésének tulajdonította, a magyar politikának pedig a tagságért való küzdelmet, annak hiábavalósága esetén pedig a távozást ajánlotta.
2022. januárjában a baloldali ellenzéki képviselők alkotmánymódosítási javaslatot nyújtottak be az Országgyűlésnek, amelynek lényege az volt, hogy csak népszavazással lehessen kilépni az Európai Unióból. A 2022-es választások után Toroczkai László jelezte, hogy szükségesnek tart egy népszavazást, amelyen a 2003-as döntést a választók már az eltelt évek tapasztalatai alapján megerősíthetnék vagy korrigálhatnák. 2022 augusztusában Ujhelyi István javasolt egy tagságot megerősítő népszavazást. Egy nappal később a Jobbik egy olyan népszavazási kezdeményezést jelentett be, amely az Országgyűlésnek tiltotta volna meg Magyarország kilépését eredményező döntés meghozatalát. A két népszavazási kezdeményezés a baloldali ellenzéktől igen gyorsan igen sok kritikát kapott, amelyeknek lényege az volt, hogy a magas érvényességi küszöb miatt a népszavazás várhatóan érvénytelen lenne, amit a kilépést támogatók politikai győzelemként élnének meg.
Orbán Viktor 2023. március 31-i rádiónyilatkozatában megkérdőjelezte az Európai Unió értelmét, mondván: 

„Tehát nemcsak az történik, hogy egy-egy ország akarata ellenére belesodródott a háborúba, hanem az egész Európai Unió létezése, az Európai Unió értelme megkérdőjeleződik az emberek szemében, mert a két célt, amiért egyáltalán tartjuk, finanszírozzuk, akarjuk, hogy legyen, működtetjük – béke és jólét –, mind a két célt föladta. És ez egy teljesen új helyzet.”

– 

A miniszterelnök 2023. május 12-én Veszprémben megismételte álláspontját.
A miniszterelnök 2025 április 23-án, egy pilisvörösvári lakossági fórumon kérdésre válaszolva elmondta: "abban a pillanatban, hogy Magyarországnak előnyösebb, hogy kívül van, mint belül, akkor ki kell lépni." 

#### A magyar parlamenti pártok és az integráció jövője
| Párt      | A párt és az unió jövője | Támogatja a huxitot?     | Megjegyzés |
| --------- | --- | ------------------------ | ---------- |
| DK        | A DK a lehető legszorosabb integrációt támogatja, célja az Európai Egyesült Államok megteremtése. | Nem                      |            |
| Fidesz    | Támogatja Magyarország uniós tagságát. Célja az unió fenntartása és a nemzetek Európája koncepció megvalósítása. Orbán Viktor szerint 2023 márciusában az EU létezésének értelme már kérdésessé vált. | Nem                      |            |
| Jobbik    | Támogatja Magyarország uniós tagságát. A párt alapító nyilatkozatában támogatta a tagságot, később viszont az Európai Unió legaktívabb kritikusa volt. A párt 2020-as politikai fordulata után ismét a tagságot támogató pozíciót vettek fel. | Nem                      |            |
| KDNP      | Támogatja Magyarország uniós tagságát. Célja az unió fenntartása és a nemzetek Európája koncepció megvalósítása. | Nem                      |            |
| LMP       | Támogatja Magyarország uniós tagságát, az Európai Egyesült Államokban történő részvételt ellenzi. | Nem                      |            |
| MSZP      | Támogatja Magyarország uniós tagságát. | Nem                      |            |
| Mi Hazánk | Elfogadja Magyarország uniós tagságát, de fontosnak tartja a hasznok és terhek nyomon követését, illetve egyes feltételek bekövetkezése esetén nem támogatja a tagság további fenntartását. A tagság megszüntetését csak több éves folyamat eredményeként tartja elképzelhetőnek. A párt vezetői többször is tettek javaslatot a tagságot illető ügydöntő népszavazás megrendezésére. Az Európai Egyesült Államok megteremtését ellenzi, a nemzetek önkéntes együttműködésén alapuló új közösséget támogatna. | Feltételekkel középtávon |            |
| Momentum  | Támogatja Magyarország uniós tagságát, szorgalmazza az ország erősebb integrációját. | Nem                      |            |
| Párbeszéd | Támogatja Magyarország uniós tagságát. | Nem                      |            |

## A tagság társadalmi támogatottsága
A Medián közvéleménykutató 2025. március 13-án a HVG-ben közzétett ezer fős reprezentatív felmérésében a magyar népesség 54 százaléka támogatja Magyarország Európai Uniós tagságát. Az Eurobarométer által mért 74 százalékos támogatottság a tágabb és szabadabb munkaerőpiaci lehetőségeket emelte ki meghatározó előnyként.

### Korábbi statisztikák
| Kutatóintézet    | Kutatás ideje    | Integrációt támogató válasz | Semleges | Integráció-kritikus válasz | Bizonytalan | Megjegyzés               |
| ---------------- | ---------------- | --------------------------- | -------- | -------------------------- | ----------- | ------------------------ |
| Eurobarométer    | 1998             | 61%                         | 29%      | 8%                         | 3%          |                          |
| Népszavazás      | 2003             | 83%                         |          | 16%                        |             |                          |
| Eurobarométer    | 2012. június     | 30%                         | 43%      | 25%                        | 2%          |                          |
| Index            | 2016. június     | 84%                         |          | 16%                        |             | A portál saját felmérése |
| Eurobarométer    | 2017. március    | 48%                         | 42%      | 9%                         |             |                          |
| Eurobarométer    | 2017. szeptember | 56%                         | 34%      | 8%                         | 2%          |                          |
| Medián           | 2020. december   | 85%                         |          |                            |             |                          |
| Eurobarométer    | 2020. december   | 59%                         | 35%      | 5%                         | 1%          |                          |
| Eurobarométer    | 2022. január     | 62%                         | 23%      | 9%                         |             |                          |
| Policy Solutions | 2022 tavasza     | 48%                         | 12%      | 13%                        | 27%         |                          |
| Medián           | 2022. május      | 88%                         |          | 11%                        | 1%          |                          |
| Medián           | 2022. augusztus  | 79%                         |          | 16%                        | 5%          |                          |
| Index            | 2022. augusztus  | 76%                         |          | 24%                        |             | A portál saját felmérése |
| Eurobarometer    | 2023. március    | 39%                         | 42%      | 19%                        |             |                          |
| PEW Research     | 2023. szeptember | 59%                         |          | 39%                        |             |                          |
| Eurobarometer    | 2024. március    | 46%                         | 39%      | 15%                        |             |                          |